# Romoos
Romoos is een gemeente en plaats in het Zwitserse kanton Luzern en maakte deel uit van het district Entlebuch tot op 1 januari 2008 de districten van Luzern werden afgeschaft.
Romoos telt 735 inwoners.